# Острів духів
Острів духів (англ. Spirit Island) — кооперативна стратегічна настільна гра, розроблена Р. Ерік Русом та випущена у 2017 році. Гравці виконують ролі духів, які прагнуть відновити природний баланс острова, порушений вторгненням колоністів. Гра також була адаптована для цифрових платформ: Windows, Mac, iOS та Android. В Україні гра локалізована видавництвом Games7Days.

## Ігровий світ
Світ гри зображує острів, розташований далеко від відомих земель, де протягом тривалого часу корінні жителі (Дахани) та різні духи жили в мирній коекзистенції. Проте острів було відкрито європейськими мореплавцями і колонізовано, що призвело до поступового знищення колишнього раю. Гра починається в момент, коли деякі духи острова вирішують протистояти загарбникам, щоб вигнати їх з острова.

## Ігрові механіки
Кожен із гравців (від 1 до 4) отримує унікального персонажа (духа) з власними здібностями і чотирма стартовими картами. Ці карти дозволяють впливати на ігрове поле, загарбників та Даханів. Протягом гри духи стають сильнішими, отримуючи дедалі більше можливостей для протистояння загарбникам, які також поступово зміцнюють свої позиції. Стартові карти можна замінювати новими, розширюючи тактичні можливості гравців.
Мета гравців — вигнати загарбників з острова, накопичуючи бали страху. Страх генерується завдяки здібностям, ефектам карт та знищенню будівель загарбників. Дії загарбників визначаються шляхом витягування карт місцевості, які показують, які території острова будуть досліджені, забудовані або спустошені. Гравці програють, якщо загарбникам вдається надто сильно спустошити острів, знищити одного з духів або якщо в колоді карт місцевості закінчуються карти.
Гра включає різноманітні сценарії, а також можливість додати нації загарбників із власними ускладненнями стандартних правил для підвищення різноманітності та масштабування складності.

## Доповнення
Spirit Island: Branch & Claw — перше доповнення, випущене у 2017 році. Воно додає в гру події, диких тварин, небезпечні рослини (дика природа) та хвороби. Крім того, розширюються наявні елементи гри двома новими духами, чотирма сценаріями, новою нацією, а також новими картами здібностей, страху та спустошення.
Spirit Island: Jagged Earth — доповнення, випущене у 2020 році. Значний обсяг ігрового матеріалу розширює елементи базової гри та першого доповнення, дозволяючи грати від 1 до 6 гравців. Додано новий елемент — пустку, а також десять нових духів, п’ять сценаріїв/націй, 155 карт і понад 300 фішок/жетонів.

## Нагороди
У 2019 році гра зайняла 4 місце на Deutscher Spiele Preis.
Спільнота BoardGameGeek у квітні 2022 року поставила «Острів духів» на 9 місце серед усіх настільних і карткових ігор.